# Sour Times
«Sour Times» es una canción del grupo musical de trip hop británico Portishead, lanzado como su segundo sencillo en agosto de 1994. Escrito por los tres miembros del grupo, en su álbum debut Dummy (1994).
La versión original de 1994 inicialmente sólo alcanzó el número 57 en el Reino Unido, pero después del éxito de «Glory Box» en 1995, que fue relanzado y alcanzó el puesto número 13 en la lista de sencillos del Reino Unido en abril. es también única canción del grupo hasta la fecha que aparezca en la lista Billboard Hot 100, en el número 53. El sencillo fue certificado como disco de plata en Reino Unido.

## Video musical
El video musical del sencillo «Sour Times» se hace del material de archivo de cortometraje de Portishead To Kill a Dead Man.

## Lista de canciones
CD de Reino Unido (1 de 2)
1. «Sour Times»
2. «It's a Fire»
3. «Pedestal»
4. «Theme from 'To Kill a Dead Man'»

CD de Reino Unido (2 de 2)
1. «Sour Times» (edit)
2. «Sour Sour Times»
3. «Lot More»
4. «Sheared Times»
5. «Airbus Reconstruction»

CD de Reino Unido (Relanzamiento)
1. «Sour Times» (editada)
2. «Sour Sour Times»
3. «Pedestal»
4. «Theme from 'To Kill a Dead Man'»

CD de Estados Unidos
1. «Sour Times»  – 4:14
2. «Numbed in Moscow»  – 3:55
3. «A Tribute to Monk & Canatella»  – 10:59
4. «Lot More»  – 4:21
5. «Theme from 'To Kill a Dead Man'»  – 4:25
6. «Airbus Reconstruction»  – 5:08

## Recepción
El escritor musical James Masterton escribió: "Es el tipo de melancolía gloriosamente discreta que normalmente se supone que atrae a los estudiantes, pero en realidad es demasiado buena para desperdiciarla únicamente en ese mercado".